# Де Лат, Ричи
Ри́чи Риа Алфонс де Лат (нидерл. Ritchie Ria Alfons De Laet; родился 28 ноября 1988 года в Антверпене, Бельгия) — бельгийский футболист, защитник.

## Карьера
17 августа 2007 года де Лат перешёл из бельгийского клуба «Антверпен» в английский «Сток Сити» за 100 000 фунтов, подписав с клубом трёхлетний контракт.
В июле 2008 года де Лат отправился на просмотр в клуб «Борнмут», сыграв за него в товарищеской встрече против «Портсмута», которая завершилась поражением «Борнмута» со счётом 4:1. По завершении срока просмотра он вернулся в «Сток Сити». В октябре 2008 года он отправился в клуб «Рексэм» на правах аренды сроком на месяц. Де Лат провёл за «Рексем» три игры, после чего срок его аренды закончился, а футболисту была сделана операция по удалению грыжи.
8 января 2009 года де Лат перешёл в «Манчестер Юнайтед», подписав с клубом трёхлетний контракт. Размер денежной компенсации, который «Юнайтед» заплатит «Стоку» за трансфер футболиста, будет зависеть от результатов его выступлений за клуб. После перехода в «Юнайтед» де Лат начал выступать за резервную команду клуба на различных позициях в защите.
Свой дебютный матч за основной состав «Манчестер Юнайтед» де Лат сыграл 24 мая 2009 года. Это был матч финального тура Премьер-лиги сезона 2008/09 против «Халл Сити». Де Лат провёл весь матч на позиции левого крайнего защитника.
В мае 2012 года вместе с другим игроком «Манчестер Юнайтед» Мэтти Джеймсом перешёл в клуб «Лестер Сити».
1 февраля 2016 года Ричи на правах аренды до конца сезона перебрался в клуб Чемпионшипа «Мидлсбро». По итогам сезона 2015/16 де Лат стал автором уникального достижения — чемпионом Премьер-лиги в составе «Лестера» и одним из победителей Чемпионшипа (второе место) в составе «Мидлсбро».
В августе 2016 года перешёл в «Астон Виллу» и подписал с «виллианами» контракт на три года. Ричи в 2018 году отправился в аренду в «Мельбурн Сити».
В начале 2019 года Де Лата перевели из защиты в нападение, что привело к дублю Ричи в матче против «Уэстерн Сидней Уондерерс» 22 января, которую команда игрока выиграла со счётом  4:1. 
По окончании сезона 2018/19 «Астон Вилла» не подписала с Ричи новый контракт и футболист стал свободным агентом. 29 июня 2019 года «Антверпен», клуб, в котором началась карьера Де Лата, объявил об подписании игрока.

## Достижения
«Лестер Сити»
- Чемпион Футбольной лиги Англии: 2013/14
- Чемпион Премьер-лиги: 2015/16

«Антверпен»
- Чемпион Бельгии: 2022/23
- Обладатель Кубка Бельгии: 2019/20, 2022/23
- Обладатель Суперкубок Бельгии: 2023